# Malbinchilao del Norte
Malbinchilao del Norte (North Malbinchilao Island ) es una isla situada en Filipinas, adyacente a la de Busuanga, isla que forma parte del grupo de Calamianes.
Administrativamente forma parte  del barrio de  Maglalambay  del municipio filipino de tercera categoría de Busuanga perteneciente a la provincia  de Paragua en Mimaro,  Región IV-B.

## Geografía
Isla Busuanga es  la más grande del Grupo Calamian situado a medio camino entre las islas de Mindoro (San José) y de Paragua (Puerto Princesa), con el Mar de la China Meridional a poniente y el mar de Joló a levante. Al sur de la isla están las otras dos islas principales del Grupo Calamian: Culión y  Corón.
Malbinchilao se encuentra en el  Mar de la China Meridional, a poniente de Isla Busuanga. Este islote  tiene aproximadamente 270 metros de largo, en dirección norte-sur, y unos 810 metros en su línea de mayor anchura.
Al norte, y a 1.740 metros, se encuentra isla Horse; al sur, y a 994 metros, isla Depelengued; a levante, y a 270 metros, isla Rat; y a poniente, y a 300 metros, isla de Malbinchilao del Sur.
El barrio de Maglalambay está formado por las siguientes islas e islotes: Popotoán, Nalaut Oriental, Nalaut Occidental, Malbinchilao del Norte,  Rat, Malbinchilao del Sur, Mangenguey y Depelengued.